# Don Megowan
Don Megowan est un acteur américain né le 24 mai 1922 à Inglewood, Californie (États-Unis), décédé le 26 juin 1981 à Panorama City (Californie).

## Filmographie
- 1951 : Dans la gueule du loup (The Mob) : Bruiser, Big Longshoreman at Union Hall
- 1951 : The Kid from Amarillo (it) de Ray Nazarro : Rakim
- 1951 : On the Loose : Club Emerald Headwaiter
- 1953 : Sangaree : River Pirate
- 1954 : Prince Vaillant (Prince Valiant) d'Henry Hathaway : Sir Lancelot
- 1954 : Davy Crockett, roi des trappeurs (Davy Crockett, King of the Wild Frontier) : Col. William Travis
- 1955 : La Main au collet (To Catch a Thief) : Detective at the costume ball
- 1955 : A Lawless Street : Dooley Brion
- 1956 : La créature est parmi nous (The Creature Walks Among Us) : Creature (on land)
- 1956 : Anything Goes : Henri
- 1956 : Behind the Scenes with Fess Parker (TV) : Marion A. Ross
- 1956 : L'Infernale Poursuite (The Great Locomotive Chase) : Marion A. Ross
- 1956 : The Werewolf : Sheriff Jack Haines
- 1956 : Légitime Défense (Gun the Man Down) d'Andrew McLaglen : Ralph Farley
- 1957 : Le Délinquant involontaire (The Delicate Delinquent) : Policeman
- 1957 : Hell Canyon Outlaws (en), de Paul Landres : Henchman Walt
- 1957 : The Story of Mankind : Early Man
- 1958 : Cool and Lam (TV) : John Harbet
- 1958 : Tales of Frankenstein (TV) : Monster
- 1958 : Snowfire : Mike McGowan
- 1958 : The Man Who Died Twice : T.J. Brennon
- 1959 : L'Héritage de la colère (Money, Women and Guns) : John Briggs
- 1959 : A Lust to Kill (it) d'Oliver Drake : Cheney Holland
- 1959 : Violence au Kansas (The Jayhawkers!) : China
- 1960 : La strada dei giganti : Clint Farrell
- 1961 : La Terreur des mers (Il Terrore dei mari) : Jean
- 1962 : The Creation of the Humanoids : Capt. Kenneth Cragis
- 1962 : The Beachcomber (série TV) : Captain Huckabee
- 1963 : For Love or Money : Gregor 'Greg' Garrison
- 1966 : Tarzan and the Valley of Gold : Mr. Train
- 1967 : Border Lust
- 1968 : La Brigade du diable (The Devil's Brigade) : Luke Phelan
- 1968 : Ramenez-le mort ou vif! (If He Hollers, Let Him Go!) : Officer
- 1974 : Le Cri du loup (Scream of the Wolf) (TV) : Grant
- 1974 : Le shérif est en prison (Blazing Saddles) : Big Man in Saloon (erroneously listed as "Gum Chewer" in on-screen credits)
- 1974 : Melvin Purvis G-MAN (TV) : Hamburger Stand Man
- 1974 : Truck Turner & Cie. (Truck Turner) : Garrity
- 1975 : The Kansas City Massacre (TV) : Boss Stinger
- 1977 : L'Implacable vengeance (The Great Gundown) : Baldy
- 1979 : Victime (Mrs. R's Daughter) (TV) : Larsen